# Guernella raphaelis
Guernella raphaelis är en kräftdjursart som beskrevs av Richard 1892. Guernella raphaelis ingår i släktet Guernella och familjen Macrothricidae. Inga underarter finns listade i Catalogue of Life.